# Charles Radclyffe
Charles Radclyffe (3 de septiembre de 1693 - 8 de diciembre de 1746) o Carlos Radcliffe, el 5.º Conde de Derwentwater, un temprano Francmasón de Rito escocés y, según se dice, un  Rosacruz. También un conocido hoax lo menciona como un Gran Maestre del Priorato de Sion (1727-1746).